# N732 (België)
De N732 is een 1 kilometer lange route in de buurt van de Belgische plaats Genk.
De route gaat via de Tuibrug Godsheide over het Albertkanaal, maar heeft verder geen echte aansluitingen met andere wegen.
Door middel van de N732b kan het verkeer nog wel op de N702 komen. Aan de noordzijde van het Albertkanaal kan het verkeer gebruik maken van de N732a.

## Aftakkingen

### N732a
De N732a is een verbindingsweg tussen de N732 en de N75 nabij Genk. De 850 meter lange route gaat over de Berenbroekstraat en Bijvennestraat.

### N732b
De N732b is een verbindingsweg tussen de N732 en de N702 nabij Genk/Hasselt. De 300 meter lange route gaat over de Mizerikstraat.

### N732c
De N732c is een aftakking van de N732a nabij Genk. De 1,8 kilometer lange route gaat over de Berenbroekstraat en Langwaterstraat en komt tot aan de Tuibrug Godsheide. Deze route wordt soms ook aangeduid als T732.